# Идигянь
Идигянь (тронное имя кит. упр. 牟羽可汗, пиньинь moyukehan, палл. Моюйкэхань, Богю-каган, Bögü Qaghan; личное имя кит. упр. 移地健, пиньинь yidijian, палл. Идицзянь, титул Tngridä qut bulmïš el tutmïš alp külüg bilgä qaγan) — каган Уйгурского каганата с 759 года по 780 год. Известен войнами с Китаем династии Тан и Тибетской империей, а также обращением в манихейство.

## Правление
Он был наместником восточной части каганата во время правления своего отца Баянчура. Идигянь занял престол после смерти отца. Связанный с китайской культурой браком с китайской княжной, он живо интересовался положением дел в империи Тан. 
Во время восстания Ань Лушаня каган отправил в 759 году 100 000 уйгурских солдат к границе с Тан, полагая, что династия пала. 

### Вступление в Китай 762—765
В 762 году император Дай-цзун отправил посольство, напоминая о своей дружбе с покойным братом кагана, с просьбой о союзе и помощи. Когда посланник от Тан Дай-цзуна привёз кагану указ как танскому вассалу, Идигянь выразил сомнение в правомерности такого указа, обратив внимание посланника на то, что центральная власть в империи ослабела, а многие земли заброшены и заросли травой. Казалось, что уйгурского войска хватит, чтобы покорить Китай. Каган демонстративно не отвечал императору и продолжал двигать войска вглубь Китая.
В Чанъани поначалу считали, что уйгуры в Китае располагают 100 000 солдат. Когда же чиновник Ио Цзымао встретил уйгуров у города Тайюань, то, угостив их командиров, выяснил, что строевого войска только 4000, ещё 10 000 слуг, и 40 000 лошадей. Идигянь с ханшей прибыл в войско и передал императору, что уйгуры в Китае всего лишь ловят мятежников. Вместе с тем, каган отверг три плана по нападению на мятежников, предпочтя остаться в Тайюане и снабжать армию из местных складов. Положение уйгуров осложнилось, когда они оказались стиснутыми императорскими войсками, с которыми по плану должны были соединиться для борьбы с мятежниками: видя заносчивое обращения Идигяня с китайскими князьями, танские воины возмущались и предлагали уничтожить уйгуров.
Узнав, что 20 ноября 762 года императорские войска вернули Лоян и полностью подавили мятеж, каган послал поздравления и знамёна императору. Уйгуры ещё три месяца стояли лагерем к югу от Хуанхэ и причинили много вреда местным деревням. Вскоре уйгуры снялись с места и подошли к Тайюаню, где их встретил Пугу Хуайэнь, прославленный полководец и отец жены Идигяня. Уйгуры вынуждено покинули Китай. За время своего пребывания в Китае уйгуры, призванные сражаться с мятежниками, нанесли ущерба едва ли меньше, чем Ань Лушань и его союзники.

### Манихейство

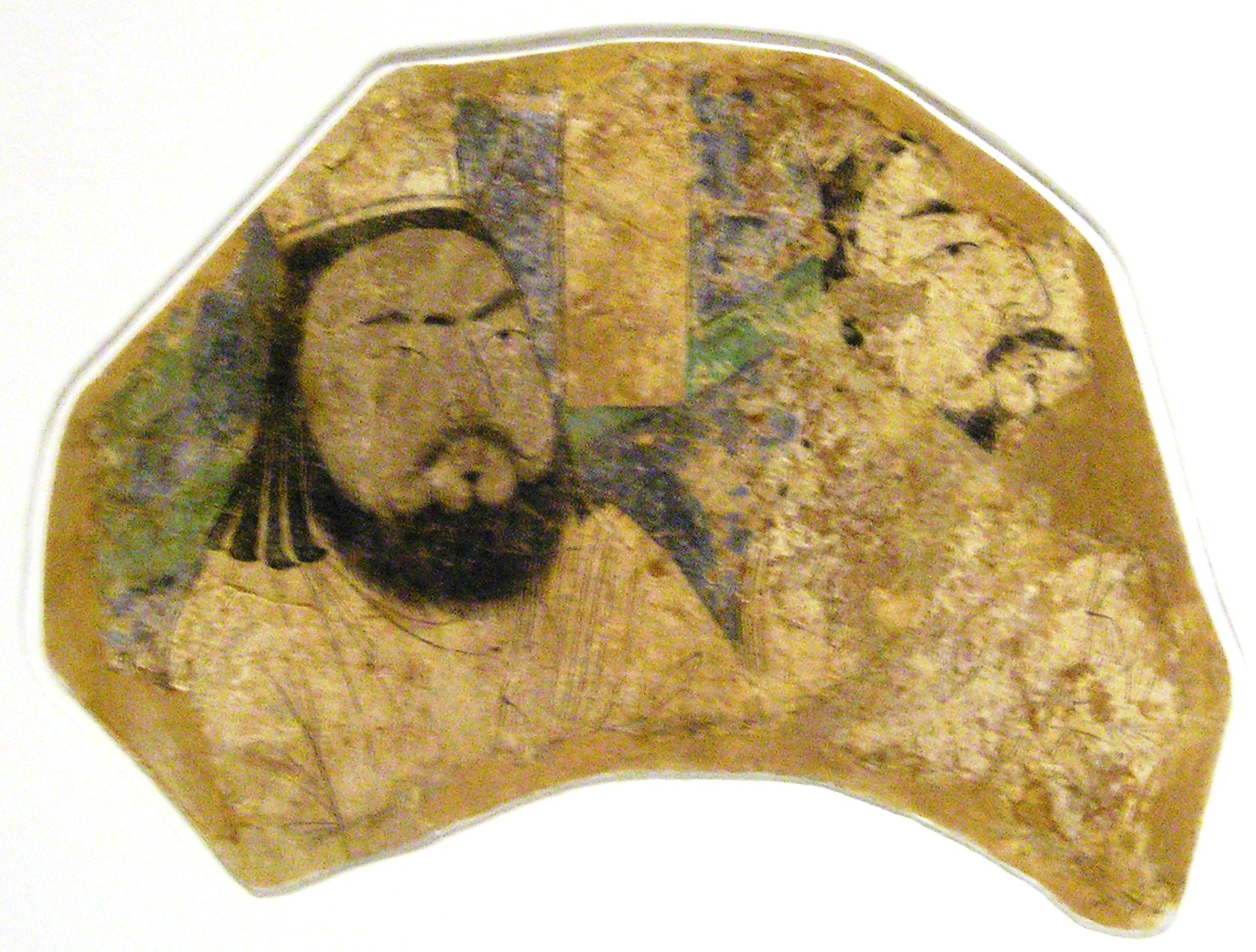
Уйгур — манихейский священник, фреска из Гаочана, X—XI век н. э. Собрание «Museum für Asiatische Kunst», Берлин-Далем.

Война имела и ещё одно последствие, изменившие судьбу Уйгурского каганата. Кроме военных трофеев и пленных Идигянь привёз из Китая манихейских священников, которые ещё в Лояне обратили кагана в манихейство (762 год). В 763 году в Орда-былыке четыре манихейских монаха провозгласили учение Мани официальной религией каганата. В 768 году манихеи через кагана направили запрос китайскому императору с тем, чтобы открыть манихейские святилища на территории империи. Император не симпатизировал манихеям, однако был вынужден дать разрешение в 771 году.
Из трёхъязычной «Карабалгасунской надписи» на стеле в её китайском варианте рассказывается о принятии каганом манихейства и призыва знати последовать за ним. Вероятно, знать не вняла этим призывам и после убийства Идигяня вернулась к прежним обычаям, а окончательно манихейство было закреплено при Кутлуге II.

### Война с тибетцами 765—768
В 765 Пугу Хуайэнь (en:Pugu Huai'en僕固懷恩) восстал против императора и призвал на помощь уйгур и тибетцев. Очень скоро Пугу Хуайэнь умер. Не желая упустить свой шанс, уйгуры начали тайные переговоры с генералом Го Цзыи (郭子儀, en:Guo Ziyi) о вступлении в Китай. Го Цзыи пошёл на провокацию и в одиночку, без оружия, приехал в лагерь уйгур и сказал им, что император отблагодарил их за помощь и теперь уйгурам не следует злоумышлять против Тан. Он также сказал, что не боится смерти от рук уйгур и знает, что в таком случае его ратники отомстят за него. Уйгурские старейшины испугались и поклялись, что не войдут в Китай, а напротив, нападут на тибетцев. Также они просили избавить от смерти сыновей Пугу Хуайэня, так как они родственники ханши.
Зимой 765 года Бай Юаньгуан (白元光) из авангарда шофанского гарнизона соединился с войсками уйгур. Началась метель и тибетцы закрылись в своём лагере. Воины незаметно проникли в лагерь и началась резня: 50 000 тибетцев погибло, 10 000 пленено, 5 000 китайских семей освобождено из плена; было захвачено множество скота и добычи. Кроме того, император щедро наградил их старейшин, когда те прибыли в столицу.

### Подготовка к войне с Тан 768—779
В 768 году скончалась ханша Гуанцинь (光親). Сио Хинь был послан с соболезнованиями. В 769 году Ли Хань отправился к кагану с Чунвэй — младшей дочерью Пугу, которую император удочерил. Теперь её отдавали в жёны кагану, с ней было приданое из 20 000 мотков шёлка.
Китай ещё не восстановился после войны, а уйгуры продолжали проникать на земли империи. Их шайки бродили по стране, не нападая в открытую, но увозили с собой девушек, крали коней и производили разные беспорядки. На рынках уйгуры требовали за лошадь 40 кусков шёлка. Император обещал уйгурам покупать у них лошадей, и те привезли на продажу 10 000 негодных животных, так что император, не желая их злить, заплатил непомерную цену в 240 000 кусков шёлка за 6000 порченых лошадей.
В 778 году уйгуры без предупреждения напали на Тайюань. Бао Фан был застигнут врасплох и потерял 10 000 человек. Гуаншен разбил их и выгнал из Китая. В 779 Тан Дэ-цзун вступил на престол и отправил посла с извещением о смерти Дай-цзуна, но каган принял его холодно. Посол выяснил, что старейшины подговаривают кагана к войне. Но хан Дульмага-тархан отговаривал кагана от войны, говоря, что в лучшем случае уйгуры добудут немного скота, а в худшем все погибнут в сражениях с танской армией. Каган не послушал его. Тогда Дульмага-тархан убил кагана и 2000 человек уйгурской знати. Вероятно, переворот был связан с борьбой важнейших аристократических родов против засилья правящего рода Яглакар
После Идигяня на престол вступил Дульмага-тархан.